# Zebo, der Dritte aus der Sternenmitte
Zebo, der Dritte aus der Sternenmitte (Originaltitel: Earth Girls Are Easy; Alternativtitel: Mein Liebhaber vom andern Stern) ist ein US-amerikanischer Spielfilm aus dem Jahr 1988. Die Regie führte Julien Temple, das Drehbuch schrieben Julie Brown und Charlie Coffey. Die Hauptrollen spielten Geena Davis, Jeff Goldblum, Jim Carrey und Damon Wayans. Der Film startete am 17. August 1989 in den deutschen Kinos.

## Handlung
Im Pool der Schönheitssalon-Mitarbeiterin Valerie landet ein Raumschiff mit drei Aliens: Mac, Wiploc und Zeebo. Sie sind imstande, ihre Körpergröße zu verändern und sich somit der Größe normaler Menschen anzupassen. Ihre knallbunte Ganzkörperbehaarung verstört allerdings noch. Nach einem Besuch im Salon sehen sie mit Hilfe der Chefin Candy wie attraktive Männer aus, die von Valerie gegenüber ihrem Verlobten, dem Arzt Ted, als Rockgruppe ausgegeben wird, die als Hauptgewinn eines MTV-Preisausschreibens ein Wochenende bei der Gewinnerin verbringt. Der Surfer-Kumpel Woody lässt das Wasser im Pool ab, damit das UFO repariert werden kann, und nimmt die Außerirdischen mit zum Strand von Los Angeles.
Valerie verliebt sich bei einigen Wirrungen und einem Aufenthalt in der Polizeizelle in Mac, wobei sich erweist, dass trotz zweier Herzen in der Alien-Brust und anderweitiger Unterschiede (Liedtext: „Is that your tongue? - One of them“) durchaus anatomische Kompatibilität gegeben ist. Als das Raumschiff nach den notwendigen Reparaturen abflugbereit ist, und Valerie eigentlich mit Ted nach Las Vegas aufbrechen soll, fliegt sie kurzentschlossen in der Untertasse mit.

## Kritiken
Roger Ebert schrieb in der Chicago Sun-Times vom 12. Mai 1989, der Regisseur Julien Temple habe die visuelle Stilistik des Films am Film Der kleine Horrorladen und an den Werken von John Waters angelehnt. Er schrieb, er habe Spaß gehabt, als er den Film sah.
Das Lexikon des internationalen Films meinte: „Poppige Mischung aus Science-Fiction-Film, Musical und Love-Story, deren teils harmlose, teils zotige Gags reiner Selbstzweck sind. Eine Komödie, die jegliche ironisierende Distanz vermissen läßt und allenfalls durch die grellbunte optische Aufbereitung in CinemaScope etwas Vergnügen bereitet.“

## Auszeichnungen
Oliver Stapleton wurde im Jahr 1990 für die Kameraarbeit für den Independent Spirit Award nominiert. Julien Temple wurde 1990 für einen Preis des portugiesischen Festival Internacional de Cinema do Porto nominiert. Angelyne wurde 1990 für ihre Nebenrolle als Tankstellenangestellte für die Goldene Himbeere nominiert.

## Besonderheiten
Die Handlung basiert lose auf dem Text des Comedy-Popsongs Earth girls are easy im Stile des Mädchen-Gespräches in der Teenagerhymne „Leader of the Pack“ von 1964, wobei der Held anstatt auf dem Motorrad vom UFO aus ein Auge auf die sonnenbadende Sängerin Julie wirft. Das Lied hatte die Schauspielerin Julie Brown im Jahr 1984 zusammen mit I Like 'em Big and Stupid, ‘Cause I’m a Blonde und anderen Liedern auf der EP „Goddess in Progress“ veröffentlicht. Der nach einigen Produktionswirren erst Ende 1987 gedrehte und nach weiteren Verzögerungen Anfang 1989 in den US-Kinos aufgeführte Film trägt im englischen Original daher denselben Titel wie dieses Lied und verwendet auch einige andere ihrer Songs. Die Sängerin wirkte am Drehbuch mit, spielte aber nicht die Hauptrolle, sondern war Darstellerin der Candy Pink. Der deutsche Titel wurde entsprechend an eine Textstelle des 1983 sehr erfolgreichen Pop-Hits Codo … düse im Sauseschritt der Band Deutsch-Österreichisches Feingefühl (DÖF) angelehnt, die da lautet: „Codo der Dritte, aus der Sternenmitte bin ich der Dritte von links“.
Die Hauptdarsteller Davis und Goldblum hatten bereits Filme zusammen gedreht und waren seit 1987 miteinander verheiratet.